# Brödmusseron
Brödmusseron (Leucopaxillus tricolor) är en svampart som först beskrevs av Peck, och fick sitt nu gällande namn av Robert Kühner 1926. Leucopaxillus tricolor ingår i släktet Leucopaxillus och familjen Tricholomataceae.   Inga underarter finns listade i Catalogue of Life.
I den svenska databasen Dyntaxa används istället namnet Leucopaxillus compactus för samma taxon.  Arten är reproducerande i Sverige.